# 오스트리아계 캐나다인
오스트리아계 캐나다인(독일어: Österreichischekanadier, de-AT)은 오스트리아 혈통의 캐나다 시민 또는 캐나다에 거주하는 오스트리아 태생의 사람들이다. 2021년 인구 조사에 따르면, 오스트리아 혈통을 전부 또는 부분적으로 주장한 캐나다인은 189,535명이었다.
오스트리아계 캐나다인 공동체는 전국 각지에 분포하지만 주로 캐나다 서부에 더 높은 밀도로 집중되어 있다.

## 역사
17세기에 오스트리아 출신 군인들이 누벨프랑스에 정착했다. 1867년 슈타츠그룬트게제츠(헌법)가 통과되어 민간인의 오스트리아-헝가리로부터의 자유로운 이주가 허용되면서 그 수가 증가했다. 캐나다로의 이민은 19세기 후반부터 20세기 초까지 증가하다가, 제1차 세계 대전 발발과 함께 1914년부터 강화되었다. 제1차 세계 대전 동안 오스트리아-헝가리에서 캐나다로 온 많은 이민자들이 수용되어 강제 노역에 동원되었다. 1914년부터 합스부르크 왕실의 신민들, 특히 오스트리아령 갈리치아 출신의 우크라이나어 사용자들은 캐나다 전역의 24개 수용소에 수감되었으며, 이 수용소들은 마지막으로 1920년에 폐쇄되었다.

## 인구 통계
2011년 캐나다의 주 및 준주별 오스트리아계 캐나다인 인구:
| 주 또는 준주                          | 오스트리아계 캐나다인 | 비율  |
| ------------------------------------- | --------------------- | ----- |
| 틀:나라자료 Canada                    | 197,990               |       |
| 틀:나라자료 Ontario                   | 68,785                | 0.05% |
| 틀:나라자료 British Columbia          | 45,675                | 1.0%  |
| 틀:나라자료 Alberta                   | 36,670                |       |
| 틀:나라자료 Saskatchewan              | 18,600                |       |
| 틀:나라자료 Manitoba                  | 12,660                |       |
| Quebec                                | 11,815                |       |
| 틀:나라자료 Nova Scotia               | 1,835                 |       |
| 틀:나라자료 New Brunswick             | 805                   |       |
| 틀:나라자료 Yukon                     | 395                   |       |
| 틀:나라자료 Newfoundland and Labrador | 275                   |       |
| 틀:나라자료 Prince Edward Island      | 270                   |       |
| 틀:나라자료 Northwest Territories     | 185                   |       |
| 틀:나라자료 Nunavut                   | 15                    |       |

## 같이 보기
- 오스트리아-캐나다 관계
- 그레그 홀스트, 헤드 코치
- 유럽계 캐나다인
- 독일계 캐나다인
- 헝가리계 캐나다인
- 스위스계 캐나다인